# Amor à vida
(Testo letto dall'attore José Wilker negli spot promozionali della telenovela.)
Amor à vida (traduzione italiana: Amore alla vita) è una telenovela brasiliana prodotta da TV Globo. Il soggetto è opera di Walcyr Carrasco, e i registi sono Mauro Mendonça Filho e Wolf Maya.
In Brasile è stata trasmessa a partire dal 20 maggio 2013 come telenovela delle nove. Amor à vida è tra l'altro nota per essere stata la prima produzione televisiva brasiliana in cui si è visto un bacio tra due personaggi gay, interpretati dagli attori Thiago Fragoso e Mateus Solano. 

## Trama
Amor à Vida racconta le vicende della famiglia Khoury, che possiede una clinica a San Paolo chiamata San Magno. La famiglia è composta dai coniugi Cesar e Pilar, e dai figli Felix e Paloma.

### Prima fase
2001. La storia gira intorno alle dispute presenti in una ricca famiglia per il controllo del rinomato ospedale San Magno, a San Paolo. La clinica appartiene alla famiglia Khoury, ed è gestita dal medico Cesar Khoury. Quasi tutta la famiglia è formata da medici: la moglie di Cesar, Pilar, è una dermatologa in pensione e Paloma, la figlia più piccola, sta tentando di entrare nella facoltà di medicina, dopo aver fallito nell'entrare in altre facoltà. Solo Félix, il figlio maggiore, non ha una vocazione per la medicina, ma è molto ambizioso. Poiché non è riuscito a diventare medico, si è laureato in amministrazione aziendale, per poter dirigere l'ospedale di famiglia, e pianifica di impadronirsene. Félix è nasconde la sua omosessualità attraverso un matrimonio d'apparenza con la stilista Edith.
Per festeggiare l'entrata di Paloma alla facoltà, la famiglia fa un viaggio a Machu Picchu, in Perù, e qui la giovane conosce Ninho. Questi è un ragazzo che ha deciso di adottare uno stile di vita libero da ogni regola, e Paloma si innamora di lui. A causa dei conflitti con sua madre, la ragazza decide di lasciare la famiglia e partire con Ninho. I due intraprendono per un anno un viaggio senza sosta per tutto il Sudamerica, vivendo un'intensa passione, fino a quando la ragazza non scopre di essere incinta. Senza denaro e pensando alla nascita del bebè, Paloma decide di tornare a San Paolo dai suoi genitori, e convince Ninho ad andare con lui.
Per pagare il viaggio, Ninho è costretto a trasportare droga, che la polizia ritrova sui suoi effetti personali in un aeroporto in Bolivia.
Paloma torna da sola a San Paolo, e può contare solo sul fratello Félix, che la convince a nascondere la gravidanza. 
Davanti ai genitori, la ragazza riesce a camuffare la sua gravidanza grazie a dei vestiti di Edith. Negli ultimi giorni della gravidanza, Ninho esce di prigione grazie alla collaborazione di Félix, che vuole liberarsi della sorella e del nipote per essere l'unico erede della famiglia.
Paloma, andando a casa sua insieme a Ninho, viene sorpresa dai genitori che scoprono la sua gravidanza nascosta. Dopo aver litigato con sua madre, Paloma passa la notte in un bar insieme al suo ragazzo. Qui tra i due scoppia una lite, poiché Ninho non intende formare una famiglia. Successivamente, lei partorisce da sola una bambina, con l'aiuto di Marcia. Félix, saputo dov'era la sorella da un taxista, entra nel bagno del bar dove vede Paloma e suo figlio riposare mentre aspettano un'ambulanza chiamata da Marcia.
Sentendosi minacciato dalla nuova erede dei Khoury, Félix sequestra la bambina e la getta in una pattumiera, mentre Paloma è addormentata. Paloma, quando si sveglia, non vede sua figlia, ed è convinta che sia stata misteriosamente sequestrata senza lasciare tracce. Il destino di Paloma si congiunge con quello di Bruno, un uomo che ha perso la moglie Luana ed il figlio a causa di complicazioni nel parto. Scioccato per la perdita, Bruno incontra per strada la figlia di Paloma. Lui vede la bambina come un segno divino per iniziare una nuova vita, e decide di portarla a casa. Per evitare delle pratiche burocratiche per l'adozione, con la collaborazione di sua madre Ordalia, infermiera alla San Magno e dell'ostetrica Glauce, falsifica il registro. Quindi Luana, secondo i registri, ha partorito due bambini, e l'esito è stato la morte della madre e del bambino e la sopravvivenza della bambina. Di questo segreto è a conoscenza anche Félix, infatti Glauce falsifica i registri, rischiando il licenziamento, solo per amore verso di lui. Tra Bruno, Ordalia e Glauce viene fatto un patto: nessuno dei tre dovrà svelare questo segreto.

### Seconda fase
2013. Passano 12 anni, e Paloma ha chiuso per sempre con Ninho. Ha deciso di seguire le orme dei genitori intraprendendo la carriera medica. Adesso lavora come pediatra nell'ospedale di famiglia, e tratta i suoi piccoli pazienti come suoi figli per compensare la perdita di sua figlia. Paloma crede che sua figlia sia ancora viva, e ha la speranza di ritrovarla un giorno. Lei non sa che la figlia scomparsa è proprio una sua paziente più cara: Paula, una bambina molto dolce ed intelligente. Paloma tratta Paula come se fosse sua figlia, ed ha un particolare affetto per lei, in quanto ha la stessa età che dovrebbe avere sua figlia. La dottoressa ha conosciuto la ragazzina anni prima, quando è stata ricoverata, ed ha conosciuto anche Bruno, suo padre. Con Bruno nasce un feeling che ben presto diventa amore, che gode dell'approvazione di Paula.
Per Bruno, Paloma e Paula sembra andare tutto bene e sono felici, fino a quando un giorno Ninho decide di tornare in Brasile per recuperare Paloma. 
Paula si ammala di una grave malattia, ed Paloma è l'unica che le può donare un organo a causa della sua compatibilità con la bambina. Ciò fa sospettare a Paloma che Paula sia sua figlia, quindi decide di effettuare un esame del DNA, che risulta positivo. Paloma, insieme a Ninho, chiede al tribunale l'affidamento della bambina, e crede che Bruno abbia sequestrato sua figlia, perciò inizia a provare un grande odio per lui. Ma alla fine l'amore prevale sull'odio. Paloma non immagina affatto che in realtà a sequestrare sua figlia è stato suo fratello Félix.
Intanto le viene rifiutato l'affido esclusivo di Paula grazie all'abilità dell'avvocatessa di Bruno: Silvia. Ed a impedire il ricongiungimento tra madre e figlia c'è anche Félix, sapendo che Paula potrebbe essere l'erede dei beni della famiglia Khoury.
Intanto il matrimonio tra César e Pilar viene rovinato da Aline, la nuova segretaria del medico. Aline è una giovane ed attraente donna, ma anche astuta, che seduce César per vendicarsi della sua famiglia, considerandola la causa di tutte le sue disgrazie.

### Trame parallele
La telenovela racconta anche della famiglia di Pilar: Amadeu, suo fratello, con difficoltà finanziarie e con una figlia autistica, Linda. La madre di Pilar e Amadeu è Bernanda, un'umile donna che porta rancore contro suo genero Cesar a causa di un antico segreto di famiglia, avrà una storia d'amore nonostante la vecchiaia col Dr. Lutero, un medico un tempo famoso indeciso tra continuare o tra andare in pensione, a causa del calo delle sue prestazioni professionali. L'altra figlia di Amadeu è Leila, donna che ambisce a diventare ricca e a liberarsi della sua famiglia fallita. Leila diventa la segretaria personale di sua zia Pilar, ed avrà una storia d'amore con Thales, un umile scrittore di romanzi che non ha le stesse ambizioni della fidanzata.
Nicole è una giovane bella e fragile, erede della grande fortuna dei suoi genitori defunti, e senza parenti. Lavorava in Europa, e torna a San Paolo dopo la morte dei genitori, in un palazzo, insieme alla cameriera ed amica Lidia. Nicole è ingenua, si sente molto sola, e sogna di vivere un grande amore. Pilar, amica dei genitori di Nicole, la invita a cena per presentarla alla sua famiglia. Leila si approccia a Nicole fingendo di essere sua amica, ma in realtà è interessata solo ad avere dei vantaggi materiali dalla giovane milionaria. Nicole conosce Thales, il fidanzato dei Leila, e dal primo incontro nasce una attrazione tra i due. Nicole inizia una relazione amorosa con Thales, e crede di aver incontrato finalmente il grande amore della sua vita. A Thales piace Nicole, ma ancora prova una attrazione fisica per Leila. Thales ha una relazione spirituale con Nicole, ma mantiene una relazione sessuale con Leila. Tutto inizia a cambiare quando Nicole scopre di essere affetta da un tipo di leucemia in stato avanzato, e che le rimangono pochi mesi di vita. Leila considera ciò come una opportunità per diventare ricca, ed elabora un piano diabolico: Thales si sposa con Nicole, e dopo la morte di lei, lui eredita tutte le ricchezze della moglie. Nicole e Thales si sposano, ma durante la cerimonia in chiesa, Lidia rivela il tradimento di Thales con Lidia, quindi la sposa muore a causa di un attacco cardiaco. Thales si sentirà colpevole della morte di Nicole, e sarà tormentato dal suo spirito.
Marcia, colei che ha fatto partorire Paloma in un bar, adesso lavora vendendo hot dog abusivamente. Lei ambisce a vivere una vita diversa, e in questo è aiutata dalla figlia Valdirene, che farà di tutto per farsi lasciare incinta da famosi giocatori o cantanti per diventare ricca.
Patricia è una ragazza moderna ed indipendente che tiene molto alla sua libertà, dopo aver subito un vero e proprio trauma, essendo stata tradita dal marito Guto durante la luna di miele. Tuttavia, inizia ad interessarsi a Michel, un medico endocrinologo seduttore che intratterrà con lei una relazione di sesso occasionale, che non dura molto a lungo. Tutto cambia quando Silvia, moglie di Michel e avvocato competente, che ha fatto una pausa di riflessione col marito, ritorna e si rende conto di averlo perso. Successivamente, Silvia scopre di avere un tumore al seno, e quindi Michel si riavvicinerà a lei per confortarla ed aiutarla. Invece Patricia riceve visite indesiderate dall'ex marito Guto, che è ancora innamorato di lei.
La migliore amica di Patricia è Persefone, una infermiera che soffre per essere ancora vergine alla sua età, e tenta per questo di incontrare un partner ideale per una prima volta. Dopo vari tentativi falliti, lei incontra Daniel, un altro figlio di Amadeu, ma lui preferisce rimanere vergine fino alla luna di miele. Inoltre, la relazione non è approvata dalla famiglia di Daniel, essendo Persefone in sovrappeso.
Atilio era il responsabile della contabilità del San Magno, ma ha scoperto che Felix stava organizzando un grosso colpo nell'ospedale. Subisce un incidente, causato da Felix, ma sopravvive, pur avendo perso la memoria, e non ricordando più nulla della sua vita precedente. Disorientato, Atilio fugge senza lasciare notizie di sé, suscitando la paura di Felix che possa tornargli la memoria. Lui conosce Marcia e se ne innamora, ma il giorno in cui la sposa, gli ritorna la memoria. Atilio sceglie di ricattare Felix piuttosto che rivelare la verità a Cesar. Intanto Gigi, la prima moglie di Atilio, cerca un modo per arricchirsi e per non restare una donna fallita. 
Nel quartiere di Marcia vive Ordália, la madre di Bruno, una infermiera del San Magno sposata con Denisard. Oltre a Bruno, lei ha altri tre figli: Gina, figlia di Ordalia e di un altro uomo, donna umile che farà di tutto per conoscere il suo vero padre; Carlito, che non ha un lavoro fisso ed avrà una storia con Valdirene da cui avrà un figlio; ed infine Luciano, giovane studente di medicina che ha difficoltà economiche per pagare la facoltà, si innamora della infermiera Joana, con cui avrà una storia d'amore vittima di preconcetti a causa della differenza d'età.
La trama racconta anche della storia d'amore tra Niko ed Eron, una coppia gay che pianifica di avere un figlio tramite l'inseminazione artificiale.. Per questo, si rivolge ad Amarilys, che si innamorerà di Eron, formando un triangolo amoroso poco convenzionale.
Le altre storie sono quelle di Persio e Rebeca, che sono in contrasto a causa delle differenze etno-religiose, ma che poi si innamoreranno.

## Cast
| Attore/Attrice        | Personaggio                                           |
| --------------------- | ----------------------------------------------------- |
| Paolla Oliveira       | Paloma Khoury                                         |
| Mateus Solano         | Félix Khoury                                          |
| Malvino Salvador      | Bruno dos Santos Araújo                               |
| Antônio Fagundes      | César Khoury                                          |
| Susana Vieira         | Pilar Rodriguez Khoury                                |
| Vanessa Giácomo       | Aline Noronha                                         |
| Juliano Cazarré       | Ninho (Joachim Roveri)                                |
| Elizabeth Savalla     | Márcia do Espírito Santo (Tetê Para-Choque Para-Lama) |
| Tatá Werneck          | Valdirene do Espírito Santo                           |
| Eliane Giardini       | Ordália Aparecida dos Santos Araújo                   |
| José Wilker           | Herbert Marques                                       |
| Bárbara Paz           | Edith Sobral Khoury                                   |
| Thiago Fragoso        | Niko (Nicolas Corona)                                 |
| Marcello Antony       | Eron Lira Torgano                                     |
| Danielle Winits       | Amarylis Baroni                                       |
| Klara Castanho        | Paulinha (Paula Sousa Araújo)                         |
| Anderson Di Rizzi     | Carlito (Carlos José dos Santos Araújo)               |
| Ricardo Tozzi         | Thales Brito                                          |
| Fernanda Machado      | Leila Melo Rodriguez                                  |
| Marina Ruy Barbosa    | Nicole Veiga de Assis                                 |
| Sophia Abrahão        | Natasha Schimdt / Natasha Veiga de Assis              |
| Caio Castro           | Michel Gusmão                                         |
| Maria Casadevall      | Patrícia Mileto Donato                                |
| Carol Castro          | Sílvia Bueno Gusmão                                   |
| Márcio Garcia         | Gustavo Donato (Guto)                                 |
| Ary Fontoura          | Lutero Moura Cardoso                                  |
| Nathalia Timberg      | Bernarda Campos Rodriguez                             |
| Luís Mello            | Atílio Pimenta Camargo / Alfredo Gentil               |
| Christiane Tricerri   | Vega Azevedo Pimenta Camargo                          |
| Françoise Forton      | Gigi (Gisela Borba de Andrada Lemos)                  |
| Carlos Machado        | Ignácio                                               |
| Fabiana Karla         | Perséfone Fortino                                     |
| Rodrigo Andrade       | Daniel Melo Rodriguez                                 |
| Vera Zimmerman        | Simone Maia Benitez                                   |
| Bruna Linzmeyer       | Linda Melo Rodriguez                                  |
| Rainer Cadete         | Rafael Nero                                           |
| Bel Kutner            | Joana Rangel                                          |
| Lucas Romano          | Luciano dos Santos Araújo                             |
| Carolina Kasting      | Gina (Regina Maria dos Santos Batista)                |
| Paula Braun           | Rebeca Schatman                                       |
| Mouhamed Harfouch     | Pérsio Faruq Ahmad Khoury                             |
| Kiko Pissolato        | Maciel Pereira / Wilson                               |
| Júlio Rocha           | Jacques Sampaio                                       |
| Cristina Mutarelli    | Priscila Khoury                                       |
| Lucas Malvacini       | Anjinho                                               |
| Rosamaria Murtinho    | Tamara Gouveia Sobral                                 |
| Fúlvio Stefanini      | Denizard Trajano Araújo                               |
| Eriberto Leão         | André                                                 |
| Lúcia Veríssimo       | Mariah Plattini                                       |
| Leona Cavalli         | Glauce de Sá Benites                                  |
| Maria Maya            | Alejandra Reys Moreno                                 |
| Thalles Cabral        | Jonathan Sobral Khoury                                |
| Sandra Corveloni      | Neide Melo Rodriguez                                  |
| Genézio de Barros     | Amadeu Campos Rodriguez                               |
| Neusa Maria Faro      | Ciça (Maria Cecília Esteves)                          |
| Emílio Orciollo Netto | Murilo de Andrada Lemos Corrêa                        |
| Thavyne Ferrari       | Sandra Alves Corrêa (Sandrinha)                       |
| Angela Rebello        | Lídia Pinheiro                                        |
| Daniel Rocha          | Rogério Machado                                       |
| Álamo Facó            | Renan de Oliveira                                     |
| Renata Castro Barbosa | Marilda Fernandes                                     |
| Adriano Toloza        | Ivan Coelho                                           |
| Marcelo Schmidt       | Valentin Reys Moreno                                  |
| Ângela Dip            | Vivian Lobato                                         |
| Marcelo Argenta       | Vanderlei Brandão                                     |
| Josie Antello         | Adriana Nascimento                                    |
| Raquel Villar         | Inaiá Seixas                                          |
| Camila Chiba          | Noriko Akiyoshi                                       |
| Carol Rainato         | Raquel Gonçalves                                      |
| Gabriel Chadan        | Adoniran Lobo                                         |
| Pierre Baitelli       | Laerte Torres                                         |
| Felipe Titto          | Wagner Carvalho                                       |
| Cassiano Barreto      | Ailton Lima                                           |
| Vera Mancini          | Maristela Freitas                                     |
| Míriam Lins           | Verônica Rocha                                        |
| Marcelo Flores        | Rinaldo Silva                                         |
| Ângela Rabelo         | Eudóxia                                               |
| Francisco Cuoco       | Rubão                                                 |
| Francine Melo         | Karina Ramos                                          |
| João Cunha            | Jonas                                                 |
| Kayky Gonzaga         | Jayme (Jayminho)                                      |
| Ana Carbatti          | Drª Judith Santiago                                   |
| Gláucio Gomes         | Pastor Efigênio                                       |
| Nadinne Oliveira      | Ana                                                   |
| Nathalia Rodrigues    | Elenice Marinelli                                     |
| Gabriela Duarte       | Luana Sousa Araújo                                    |